# Commission sur la Sécurité intérieure et les Affaires gouvernementales du Sénat des États-Unis
La Commission sur la Sécurité intérieure et les Affaires gouvernementales du Sénat des États-Unis (United States Senate Committee on Homeland Security and Governmental Affairs) est une commission permanente du Congrès qui est en relation avec le département de la Sécurité intérieure et qui est chargée de la sécurité intérieure.

## Membres pour chaque législature

### Membres durant le118econgrès(2023-)
Le comité est dirigé par le sénateur démocrate du Michigan Gary Peters. 
| Majorité | Opposition |
| --- | --- |
| - Gary Peters, Chairman (président), Michigan - Tom Carper, Delaware - Maggie Hassan, New Hampshire - Kyrsten Sinema, Arizona - Jacky Rosen, Nevada - Alex Padilla, Californie - Jon Ossoff, Géorgie - Richard Blumenthal, Connecticut | - Rand Paul, Ranking Member, Kentucky - Ron Johnson, Wisconsin - James Lankford, Oklahoma - Mitt Romney, Utah - Rick Scott, Floride - Josh Hawley, Missouri - Roger Marshall, Kansas |

### Membres durant le117econgrès(2021-2023)
Le comité est dirigé par le sénateur démocrate du Michigan Gary Peters. 
| Majorité | Opposition |
| --- | --- |
| - Gary Peters, Chairman (président), Michigan - Tom Carper, Delaware - Maggie Hassan, New Hampshire - Kyrsten Sinema, Arizona - Jacky Rosen, Nevada - Alex Padilla, Californie - Jon Ossoff, Géorgie | - Rob Portman, Ranking Member, Ohio - Ron Johnson, Wisconsin - Rand Paul, Kentucky - James Lankford, Oklahoma - Mitt Romney, Utah - Rick Scott, Floride - Josh Hawley, Missouri |

### Membres durant le116econgrès(2019-2021)
Le comité est dirigé par le sénateur républicain du Wisconsin Ron Johnson. 
| Majorité | Opposition |
| --- | --- |
| - Ron Johnson, Chairman (président), Wisconsin - Rob Portman, Ohio - Rand Paul, Kentucky - James Lankford, Oklahoma - Mike Enzi, Wyoming - Mitt Romney, Utah - Rick Scott, Floride - Josh Hawley, Missouri | - Gary Peters, Ranking Member, Michigan - Tom Carper, Delaware - Maggie Hassan, New Hampshire - Kamala Harris, Californie - Kyrsten Sinema, Arizona - Jacky Rosen, Nevada |

### Membres durant le115econgrès(2017-2019)
Le comité est dirigé par le sénateur républicain du Wisconsin Ron Johnson. 
| Majorité | Opposition |
| --- | --- |
| - Ron Johnson, Chairman (président), Wisconsin - Rob Portman, Ohio - Rand Paul, Kentucky - James Lankford, Oklahoma - Mike Enzi, Wyoming - John Hoeven, Dakota du Nord - Steve Daines, Montana - Jon Kyl, Arizona | - Claire McCaskill, Ranking Member, Missouri - Tom Carper, Delaware - Heidi Heitkamp, Dakota du Nord - Gary Peters, Michigan - Maggie Hassan, New Hampshire - Kamala Harris, Californie - Doug Jones, Alabama |

### Membres durant le114econgrès(2015-2017)
Le comité est dirigé par le sénateur républicain du Wisconsin Ron Johnson. 
| Majorité | Opposition |
| --- | --- |
| - Ron Johnson, Chairman (président), Wisconsin - John McCain, Arizona - Rob Portman, Ohio - Rand Paul, Kentucky - James Lankford, Oklahoma - Kelly Ayotte, New Hampshire - Mike Enzi, Wyoming - Joni Ernst, Iowa - Ben Sasse, Nebraska | - Tom Carper, Ranking Member, Delaware - Claire McCaskill, Missouri - Jon Tester, Montana - Tammy Baldwin, Wisconsin - Heidi Heitkamp, Dakota du Nord - Gary Peters, Michigan - Cory Booker, New Jersey |

### Membres durant le111econgrès(2009-2011)
Le comité est dirigé par le sénateur sans étiquette (mais néanmoins rattaché administrativement aux démocrates) du Connecticut Joe Lieberman. 
| Majorité | Opposition |
| --- | --- |
| - Joe Lieberman, Chairman (président), Connecticut - Carl Levin, Michigan - Daniel Akaka, Hawaï - Thomas Carper, Delaware - Mark Pryor, Arkansas - Mary Landrieu, Louisiane - Claire McCaskill, Missouri - Jon Tester, Montana - Roland Burris, Illinois - Michael Bennet, Colorado | - Susan Collins, Ranking Member, Maine - George Voinovich, Ohio - Tom Coburn, Oklahoma - John McCain, Arizona - John Ensign, Nevada - Lindsey Graham, Caroline du Sud - un siège vacant |

## Sous-comités
| Sous-comités                                                | Chair                 | Ranking Member        |
| ----------------------------------------------------------- | --------------------- | --------------------- |
| Surveillance des dépenses fédérales et Gestion des urgences | Maggie Hassan (D-NH)  | Rand Paul (R-KY)      |
| Enquêtes (permanentes)                                      | Tom Carper (D-DE)     | Rob Portman (R-OH)    |
| Affaires réglementaires et Gestion fédérale                 | Kyrsten Sinema (D-AZ) | James Lankford (R-OK) |

## Chairmandes anciennes commissions relatives aux affaires gouvernementales

### Committee on Expenditures in Executive Departments, 1921-1952
- Joseph McCormick (R-IL) 1921-1925
- David A. Reed (R-PA) 1925-1927
- Frederic M. Sackett (R-KY) 1927-1930
- Guy D. Goff (R-VA) 1930-1931
- Frederick Steiwer (R-OR) 1931-1933
- James Lewis (D-IL) 1933-1939
- Frederick Van Nuys (D-IN) 1939-1942
- Lister Hill (D-AK) 1942-1947
- George D. Aiken (R-VT) 1947-1949
- John L. McClellan (D-AR) 1949-1952

### Committee on Government Operations, 1952-1977
- John L. McClellan (D-AR) 1952-1953
- Joseph R. McCarthy (R-WI) 1953-1955
- John L. McClellan (D-AR) 1955-1972
- Samuel J. Ervin Jr. (D-NC) 1972-1974
- Abraham A. Ribicoff (D-CN) 1974-1977

### Committee on Governmental Affairs, 1977-2005
- Abraham A. Ribicoff (D-CN) 1977-1981
- William V. Roth Jr. (R-DE) 1981-1987
- John H. Glenn Jr. (D-OH) 1987-1995
- William V. Roth Jr. (R-DE) 1995
- Theodore F. Stevens (R-AK) 1995-1997
- Fred D. Thompson (R-TN) 1997-2001
- Joseph I. Lieberman (D-CN) 2001
- Fred D. Thompson (R-TN) 2001
- Joseph I. Lieberman (D-CN) 2001-2003
- Susan M. Collins (R-ME) 2003-2005

## Liste des secrétaires du Comité sur la Sécurité intérieure et les Affaires gouvernementales du Sénat depuis 2005
- Susan M. Collins (R-Maine) 2005-2007
- Joseph Lieberman (I/D-Conn.) 2007-2013
- Tom Carper (D-Delaware) 2013-2015
- Ron Johnson (R-Wisconsin) 2015-2021
- Gary Peters (D-Michigan) depuis 2021